# Verenigde Staten op de Olympische Winterspelen 1988
Tijdens de Olympische Winterspelen van 1988, die in Calgary (Canada) werden gehouden, namen Verenigde Staten voor de vijftiende keer deel.

## Medailleoverzicht
| Sport       | Olympiër                   | Discipline | Medaille |
| ----------- | -------------------------- | ---------- | -------- |
| Kunstrijden | Brian Boitano              | mannen     | Goud     |
| Schaatsen   | Bonnie Blair               | 500 m (v)  | Goud     |
| Schaatsen   | Eric Flaim                 | 1500 m (m) | Zilver   |
| Kunstrijden | Debi Thomas                | vrouwen    | Brons    |
| Kunstrijden | Jill Watson Peter Oppegard | paarrijden | Brons    |
| Schaatsen   | Bonnie Blair               | 1000 m (v) | Brons    |

## Deelnemers en resultaten

### Alpineskiën
| Olympiër           | Discipline       | Resultaat | Prestatie                                                                             |
| ------------------ | ---------------- | --------- | ------------------------------------------------------------------------------------- |
| Bill Hudson        | afdaling (m)     | dnf       | opgave                                                                                |
| Bill Hudson        | super g (m)      | 30e       | 1.47,29 (+7,63)                                                                       |
| Bill Hudson        | combinatie (m)   | dnf-a     | opgave afdaling                                                                       |
| A J Kitt           | afdaling (m)     | 26e       | 2.04,94 (+5,31)                                                                       |
| A J Kitt           | super g (m)      | dq        | diskwalificatie                                                                       |
| A J Kitt           | combinatie (m)   | dnf-s2    | opgave slalom run 2 afdaling: 1.50,42                                                 |
| Douglas Lewis      | afdaling (m)     | 32e       | 2.06,25 (+6,62)                                                                       |
| Felix McGrath      | reuzenslalom (m) | 13e       | 2.10,60 (+4,23) 1.06,79+1.03,81                                                       |
| Felix McGrath      | slalom (m)       | dnf-1     | opgave run 1                                                                          |
| Felix McGrath      | combinatie (m)   | dnf-s1    | opgave slalom run 1 afdaling: 1.53,35                                                 |
| Jack Miller        | reuzenslalom (m) | dnf-1     | opgave run 1                                                                          |
| Jack Miller        | slalom (m)       | dnf-2     | opgave run 2 55,00+dnf                                                                |
| Jeff Olson         | afdaling (m)     | 28e       | 2.05,09 (+5,46)                                                                       |
| Jeff Olson         | super g (m)      | 24e       | 1.45,46 (+5,80)                                                                       |
| Jeff Olson         | combinatie (m)   | dnf-a     | opgave afdaling                                                                       |
| Robert Ormsby      | reuzenslalom (m) | 34e       | 2.15,85 (+9,48) 1.10,07+1.05,78                                                       |
| Robert Ormsby      | slalom (m)       | dq-1      | diskwalificatie run 1                                                                 |
| Tiger Shaw         | super g (m)      | 18e       | 1.44,26 (+4,60)                                                                       |
| Tiger Shaw         | reuzenslalom (m) | 12e       | 2.10,23 (+3,86) 1.06,71+1.03,52                                                       |
| Alexander Williams | slalom (m)       | dnf-1     | opgave run 1                                                                          |
|                    |                  |           |                                                                                       |
| Debbie Armstrong   | super g (v)      | 18e       | 1.21,87 (+2,84)                                                                       |
| Debbie Armstrong   | reuzenslalom (v) | 13e       | 2.10,72 (+4,23) 1.01,73+1.08,99                                                       |
| Kristin Krone      | afdaling (v)     | 20e       | 1.29,13 (+3,27)                                                                       |
| Kristin Krone      | super g (v)      | 32e       | 1.24,51 (+5,48)                                                                       |
| Kristin Krone      | combinatie (v)   | 17e       | 114,81 (+85,56) afdaling: 36,11 p. (1.18,80) slalom: 78,7 p. (1.30,19: 44,94+45,25)   |
| Hilary Lindh       | afdaling (v)     | dnf       | opgave                                                                                |
| Hilary Lindh       | super g (v)      | 26e       | 1.23,11 (+4,08)                                                                       |
| Hilary Lindh       | combinatie (v)   | 23e       | 164,57 (+135,32) afdaling: 43,37 p. (1.19,27) slalom: 121,2 p. (1.35,31: 46,96+48,35) |
| Beth Madsen        | slalom (v)       | 11e       | 1.41,18 (+4,49) 51,09+50,09                                                           |
| Beth Madsen        | combinatie (v)   | 15e       | 108,64 (+79,39) afdaling: 74,85 p. (1.21,31) slalom: 33,79 p. (1.24,78: 41,86+42,92)  |
| Tamara McKinney    | reuzenslalom (v) | dnf-1     | opgave run 1                                                                          |
| Tamara McKinney    | slalom (v)       | dnf-1     | opgave run 1                                                                          |
| Diann Roffe        | reuzenslalom (v) | 12e       | 2.10,69 (+4,20) 1.01,75+1.08,94                                                       |
| Diann Roffe        | slalom (v)       | 15e       | 1.42,88 (+6,19) 51,74+51,14                                                           |
| Edith Thys         | afdaling (v)     | 18e       | 1.28,53 (+2,67)                                                                       |
| Edith Thys         | super g (v)      | 9e        | 1.20,93 (+1,90)                                                                       |
| Edith Thys         | combinatie (v)   | dnf-s1    | opgave slalom run 1 afdaling: 1.18,38                                                 |
| Heidi Voelker      | reuzenslalom (v) | dnf-2     | opgave run 2 1.02,10+dnf                                                              |
| Heidi Voelker      | slalom (v)       | dnf-1     | opgave run 1                                                                          |

### Biatlon
| Olympiër                                                    | Discipline             | Resultaat | Prestatie |
| ----------------------------------------------------------- | ---------------------- | --------- | --- |
| Darin Binning                                               | 20 km (m)              | 42e       | 1:03.54,8 (+7.21,5) pen.: 4 (1 + 1 + 2 + 0)                                                                                 |
| Bill Carow                                                  | 10 km (m)              | 49e       | 28.19,6 (+3.11,5) pen.: 4 (1 + 3)                                                                                           |
| Bill Carow                                                  | 20 km (m)              | 49e       | 1:05.10,1 (+9.36,8) pen.: 5 (0 + 3 + 0 + 2)                                                                                 |
| Lyle Nelson                                                 | 10 km (m)              | 30e       | 27.34,3 (+2.26,2) pen.: 1 (0 + 1)                                                                                           |
| Curt Schreiner                                              | 10 km (m)              | 50e       | 28.19,9 (+3.11,8) pen.: 3 (2 + 1)                                                                                           |
| Curt Schreiner                                              | 20 km (m)              | 52e       | 1:05.22,7 (+9.49,4) pen.: 5 (1 + 1 + 1 + 2)                                                                                 |
| Josh Thompson                                               | 10 km (m)              | 27e       | 27.27,7 (+2.19,6) pen.: 4 (2 + 2)                                                                                           |
| Josh Thompson                                               | 20 km (m)              | 25e       | 1:01.29,4 (+5.56,1) pen.: 5 (1 + 1 + 0 + 3)                                                                                 |
| Team Lyle Nelson Curt Schreiner Darin Binning Josh Thompson | 4x7,5 km estafette (m) | 9e        | 1:29.33,0 (+7.03,0) pen.: 2 22.43,3 pen.: 1 (1 + 0) 21.39,7 pen.: 0 (0 + 0) 22.17,3 pen.: 0 (0 + 0) 22.52,7 pen.: 1 (1 + 0) |

### Bobsleeën
| Olympiër                                            | Discipline                        | Resultaat | Prestatie                                                     |
| --------------------------------------------------- | --------------------------------- | --------- | ------------------------------------------------------------- |
| Brent Rushlaw Michael Aljoe                         | 2-mansbob (m) Verenigde Staten I  | dns-4     | niet gestart run 4 (59,01 / 1.00,13 / 1.00,96 / niet gestart) |
| Matthew Roy Jim Herberich                           | 2-mansbob (m) Verenigde Staten II | 16e       | 3.59,34 (+5,86) (59,37 / 1.00,06 / 1.00,34 / 59,57)           |
| Brent Rushlaw Hal Hoye Michael Wasko William White  | 4-mansbob (m) Verenigde Staten I  | 4e        | 3.48,28 (+0,77) (56,72 / 57,67 / 56,69 / 57,20)               |
| Brian Shimer Jim Herberich Matthew Roy Scott Pladel | 4-mansbob (m) Verenigde Staten II | 16e       | 3.51,23 (+3,72) (57,17 / 58,49 / 57,47 / 58,10)               |

### Kunstrijden
| Olympiër                       | Discipline | Resultaat | Prestatie                                                           |
| ------------------------------ | ---------- | --------- | ------------------------------------------------------------------- |
| Brian Boitano                  | mannen     | Goud      | 3,0 punten (verpl. figuren: 2 - korte kür: 2 - lange kür: 1)        |
| Christopher Bowman             | mannen     | 7e        | 13,8 punten (verpl. figuren: 8 - korte kür: 5 - lange kür: 7)       |
| Paul Wylie                     | mannen     | 10e       | 19,4 punten (verpl. figuren: 12 - korte kür: 8 - lange kür: 9)      |
| Debi Thomas                    | vrouwen    | Brons     | 6,0 punten (verpl. figuren: 2 - korte kür: 2 - lange kür: 4)        |
| Jill Trenary                   | vrouwen    | 4e        | 10,4 punten (verpl. figuren: 5 - korte kür: 6 - lange kür: 5)       |
| Caryn Kadavy                   | vrouwen    | dnf       | opgave (verpl. figuren: 7 - korte kür: 5 - lange kür: niet gestart) |
| Jill Watson Peter Oppegard     | paarrijden | Brons     | 4,2 punten (korte kür: 3 - lange kür: 3)                            |
| Gillian Wachsman Todd Waggoner | paarrijden | 5e        | 6,6 punten (korte kür: 4 - lange kür: 5)                            |
| Kim Seybold Wayne Seybold      | paarrijden | 10e       | 14,0 punten (korte kür: 10 - lange kür: 10)                         |
| Suzanne Semanick Scott Gregory | ijsdansen  | 6e        | 12,0 punten (verpl. dans: 6 - org. dans: 6 - vrije dans: 6)         |
| Susie Wynne Joseph Druar       | ijsdansen  | 11e       | 22,0 punten (verpl. dans: 11 - org. dans: 11 - vrije dans: 11)      |

### Langlaufen
| Olympiër                                                           | Discipline            | Resultaat | Prestatie                                           |
| ------------------------------------------------------------------ | --------------------- | --------- | --------------------------------------------------- |
| Todd Boonstra                                                      | 15 km klassiek (m)    | 53e       | 47.21,8 (+6.02,9)                                   |
| Kevin Brochman                                                     | 30 km klassiek (m)    | 56e       | 1:37.07,1 (+12.40,8)                                |
| Kevin Brochman                                                     | 50 km vrije stijl (m) | 47e       | 2:19.45,5 (+15.14,6)                                |
| Jon Engen                                                          | 30 km klassiek (m)    | 51e       | 1:35.41,9 (+11.15,6)                                |
| Jon Engen                                                          | 50 km vrije stijl (m) | dnf       | opgave                                              |
| Joe Galanes                                                        | 15 km klassiek (m)    | 58e       | 48.05,2 (+6.46,3)                                   |
| Joe Galanes                                                        | 30 km klassiek (m)    | dnf       | opgave                                              |
| Dan Simoneau                                                       | 15 km klassiek (m)    | 29e       | 44.53,8 (+3.34,9)                                   |
| Dan Simoneau                                                       | 30 km klassiek (m)    | 49e       | 1:35.21,4 (+10.55,1)                                |
| Dan Simoneau                                                       | 50 km vrije stijl (m) | dnf       | opgave                                              |
| Bill Spencer                                                       | 15 km klassiek (m)    | 40e       | 45.59,6 (+4.40,7)                                   |
| Bill Spencer                                                       | 50 km vrije stijl (m) | 56e       | 2:25.22,6 (+20.51,7)                                |
| Team Todd Boonstra Dan Simoneau Bill Spencer Joe Galanes           | 4x10 km estafette (m) | 13e       | 1:50.27,6 (+6.29,0) 27.49,9 27.17,8 27.30,4 27.49,5 |
|                                                                    |                       |           |                                                     |
| Leslie Krichko                                                     | 5 km klassiek (v)     | 31e       | 16.31,1 (+1.27,1)                                   |
| Leslie Krichko                                                     | 10 km klassiek (v)    | 36e       | 33.25,1 (+3.16,8)                                   |
| Dorcas DenHartog                                                   | 10 km klassiek (v)    | 40e       | 34.26,1 (+4.17,8)                                   |
| Dorcas DenHartog                                                   | 20 km vrije stijl (v) | 23e       | 1:00.48,6 (+4.55,0)                                 |
| Nancy Fiddler                                                      | 5 km klassiek (v)     | 41e       | 17.05,4 (+2.01,4)                                   |
| Nancy Fiddler                                                      | 10 km klassiek (v)    | 41e       | 34.31,1 (+4.22,8)                                   |
| Nancy Fiddler                                                      | 20 km vrije stijl (v) | 43e       | 1:03.05,5 (+7.11,9)                                 |
| Leslie Thompson                                                    | 5 km klassiek (v)     | 39e       | 16.58,5 (+1.54,5)                                   |
| Leslie Thompson                                                    | 10 km klassiek (v)    | 45e       | 35.17,7 (+5.09,4)                                   |
| Leslie Thompson                                                    | 20 km vrije stijl (v) | 25e       | 1:01.04,1 (+5.10,5)                                 |
| Elizabeth Youngman                                                 | 5 km klassiek (v)     | 47e       | 17.32,6 (+2.28,6)                                   |
| Elizabeth Youngman                                                 | 20 km vrije stijl (v) | 42e       | 1:03.31,3 (+7.37,7)                                 |
| Team Dorcas DenHartog Leslie Thompson Nancy Fiddler Leslie Krichko | 4x5 km estafette (v)  | 8e        | 1:04.08,8 (+4.17,7) 15.56,6 15.31,6 16.34,3 16.06,3 |

### Noordse combinatie
| Olympiër                                    | Discipline      | Resultaat | Prestatie |
| ------------------------------------------- | --------------- | --------- | --- |
| Joe Holland                                 | individueel (m) | 19e       | +3.35,0 — schans: 210,4 p — 15 km: 41.01,8 |
| Todd Wilson                                 | individueel (m) | 40e       | +8.03,1 — schans: 180,1 p — 15 km: 42.07,9 |
| Gary Crawford                               | individueel (m) | 41e       | +14.45,2 — schans: 135,8 p — 15 km: 43.54,7 |
| Team Joe Holland Todd Wilson Hans Johnstone | team (m)        | 10e       | +12.21,4 — schans: 516,9 p — 30 km: 1:23.42,9 schans: 181,7 p — 10 km: 27.00,3 schans: 175,7 p — 10 km: 27.03,1 schans: 159,5 p — 10 km: 29.39,5 |

### Rodelen
| Olympiër                          | Discipline | Resultaat | Prestatie                                             |
| --------------------------------- | ---------- | --------- | ----------------------------------------------------- |
| Frank Masley                      | mannen     | 12e       | 3.07,943 (+2,395) (46,813 / 46,890 / 46,813 / 47,427) |
| Duncan Kennedy                    | mannen     | 14e       | 3.08,472 (+2,924) (47,032 / 47,065 / 47,093 / 47,282) |
| Jonathan Owen                     | mannen     | 23e       | 3.11,464 (+5,916) (47,670 / 47,632 / 47,834 / 48,328) |
| Bonny Warner                      | vrouwen    | 6e        | 3.06,056 (+2,083) (46,409 / 46,643 / 46,633 / 46,371) |
| Cammy Myler                       | vrouwen    | 9e        | 3.06,835 (+2,862) (46,502 / 46,888 / 46,828 / 46,617) |
| Erica Terwillegar                 | vrouwen    | 11e       | 3.07,291 (+3,318) (46,506 / 47,300 / 46,780 / 46,705) |
| Miroslav Zajonc Timothy Nardiello | dubbel     | 11e       | 1.33,320 (+1,380) (46,482 / 46,838)                   |
| Joseph Barile Steven Maher        | dubbel     | 16e       | 1.34,963 (+3,023) (46,262 / 48,701)                   |

### Schaatsen
| Olympiër           | Discipline   | Resultaat | Prestatie         |
| ------------------ | ------------ | --------- | ----------------- |
| John Baskfield     | 1500 m (m)   | 20e       | 1.55,88 (+3,82)   |
| Tom Cushman        | 1000 m (m)   | 17e       | 1.14,68 (+1,65)   |
| Eric Flaim         | 1000 m (m)   | 4e        | 1.13,53 (+0,50)   |
| Eric Flaim         | 1500 m (m)   | Zilver    | 1.52,12 (+0,06)   |
| Eric Flaim         | 5000 m (m)   | 4e        | 6.47,09 (+2,46)   |
| Eric Flaim         | 10.000 m (m) | 4e        | 14.05,57 (+17,37) |
| Mark Greenwald     | 1500 m (m)   | 11e       | 1.54,64 (+2,58)   |
| Mark Greenwald     | 5000 m (m)   | 9e        | 6.51,98 (+7,35)   |
| Erik Henriksen     | 500 m (m)    | 15e       | 37,50 (+1,05)     |
| Dan Jansen         | 500 m (m)    | dnf       | opgave            |
| Dan Jansen         | 1000 m (m)   | dnf       | opgave            |
| Jeff Klaiber       | 10.000 m (m) | 25e       | 14.38,60 (+50,40) |
| Marty Pierce       | 500 m (m)    | 22e       | 37,76 (+1,31)     |
| Dave Silk          | 1500 m (m)   | 15e       | 1.55,26 (+3,20)   |
| Dave Silk          | 5000 m (m)   | 6e        | 6.49,95 (+5,32)   |
| Dave Silk          | 10.000 m (m) | 14e       | 14.25,56 (+37,36) |
| Nick Thometz       | 500 m (m)    | 8e        | 37,16 (+0,71)     |
| Nick Thometz       | 1000 m (m)   | 18e       | 1.14,71 (+1,68)   |
|                    |              |           |                   |
| Leslie Bader       | 500 m (v)    | 23e       | 41,57 (+2,47)     |
| Leslie Bader       | 1000 m (v)   | 7e        | 1.21,09 (+3,44)   |
| Leslie Bader       | 1500 m (v)   | 10e       | 2.05,53 (+4,85)   |
| Leslie Bader       | 3000 m (v)   | 20e       | 4.30,09 (+18,15)  |
| Bonnie Blair       | 500 m (v)    | Goud      | 39,10             |
| Bonnie Blair       | 1000 m (v)   | Brons     | 1.18,31 (+0,66)   |
| Bonnie Blair       | 1500 m (v)   | 4e        | 2.04,02 (+3,34)   |
| Katie Class        | 500 m (v)    | 12e       | 40,91 (+1,81)     |
| Katie Class        | 1000 m (v)   | 8e        | 1.21,10 (+3,45)   |
| Katie Class        | 1500 m (v)   | 13e       | 2.07,30 (+6,62)   |
| Mary Docter        | 3000 m (v)   | 19e       | 4.29,93 (+17,99)  |
| Mary Docter        | 5000 m (v)   | 11e       | 7.37,00 (+22,87)  |
| Jane Goldman       | 1500 m (v)   | 18e       | 2.08,72 (+8,04)   |
| Jane Goldman       | 3000 m (v)   | 11e       | 4.25,26 (+13,32)  |
| Jane Goldman       | 5000 m (v)   | 10e       | 7.36,98 (+22,85)  |
| Nancy Swider-Peltz | 1000 m (v)   | 24e       | 1.24,81 (+7,16)   |
| Nancy Swider-Peltz | 5000 m (v)   | 22e       | 7.52,12 (+37,99)  |
| Kristen Talbot     | 500 m (v)    | 25e       | 41,71 (+2,61)     |

### Schansspringen
| Olympiër                                                     | Discipline                     | Resultaat | Prestatie |
| ------------------------------------------------------------ | ------------------------------ | --------- | --- |
| Chris Hastings                                               | grote schans individueel (m)   | 49e       | 145,1 punten 74,0 p. (94,0 m) + 71,1 p. (93,0 m) |
| Mike Holland                                                 | normale schans individueel (m) | 33e       | 174,6 punten 92,8 p. (79,5 m) + 81,8 p. (74,5 m) |
| Mike Holland                                                 | grote schans individueel (m)   | 32e       | 170,6 punten 96,9 p. (105,0 m) + 73,7 p. (92,0 m) |
| Mark Konopacke                                               | normale schans individueel (m) | 18e       | 188,2 punten 100,2 p. (83,5 m) + 88,0 p. (79,0 m) |
| Mark Konopacke                                               | grote schans individueel (m)   | 42e       | 160,2 punten 83,9 p. (100,0 m) + 76,3 p. (96,0 m) |
| Ted Langlois                                                 | grote schans individueel (m)   | 50e       | 142,8 punten 75,9 p. (95,0 m) + 66,9 p. (90,0 m) |
| Dennis McGrane                                               | normale schans individueel (m) | 43e       | 169,8 punten 90,4 p. (78,0 m) + 79,4 p. (73,0 m) |
| Rick Mewborn                                                 | normale schans individueel (m) | 54e       | 158,6 punten 80,1 p. (75,0 m) + 78,5 p. (74,0 m) |
| Team Ted Langlois Mark Konopacke Dennis McGrane Mike Holland | grote schans team (m)          | 10e       | 497,3 punten 63,6 p. (88,0 m) + 68,9 p. (90,0 m) 78,3 p. (96,0 m) + 73,5 p. (94,0 m) 81,3 p. (96,0 m) + 74,7 p. (92,0 m) 99,7 p. (107,0 m) + 89,8 p. (101,0 m) |

### IJshockey
| Olympiër | Discipline | Resultaat | Prestatie |
| --- | ---------- | --------- | --- |
| Allen Bourbeau Greg Brown Clark Donatelli Scott Fusco Guy Gosselin Tony Granato Craig Janney Jim Johannson Peter Laviolette Stephen Leach Lane MacDonald Brian Leetch Corey Millen Kevin Miller Jeff Norton Todd Okerlund Mike Richter Dave Snuggerud Kevin Stevens Chris Terreri Eric Weinrich Scott Young | mannen     | 7e        | Voorronde groep B: 10- 6 Verenigde Staten - Oostenrijk 5- 7 Verenigde Staten - Tsjecho-Slowakije 5- 7 Verenigde Staten - Sovjet-Unie 6- 3 Verenigde Staten - Noorwegen 1- 4 Verenigde Staten - Bondsrepubliek Duitsland 7e plaats: 8- 4 Verenigde Staten - Zwitserland |

Amerikaanse Maagdeneilanden · Andorra · Argentinië · Australië · België · Bolivia · Bondsrepubliek Duitsland · Bulgarije · Canada · Chili · China · Chinees Taipei · Costa Rica · Cyprus · Denemarken · Duitse Democratische Republiek · Fiji · Filipijnen · Finland · Frankrijk · Griekenland · Groot-Brittannië · Guam · Guatemala · Hongarije · IJsland · India · Italië · Jamaica · Japan · Joegoslavië · Libanon · Liechtenstein · Luxemburg · Marokko · Mexico · Monaco · Mongolië · Nederland · Nederlandse Antillen · Nieuw-Zeeland · Noord-Korea · Noorwegen · Oostenrijk · Polen · Portugal · Puerto Rico · Roemenië · San Marino · Sovjet-Unie · Spanje · Tsjecho-Slowakije · Turkije · Verenigde Staten · Zuid-Korea · Zweden · Zwitserland